# لاک‌پشت سربزرگ ماداگاسکار
لاک‌پشت سربزرگ ماداگاسکار (نام علمی: Erymnochelys madagascariensis) لاک‌پشتی بومی آب‌های رودخانه‌ها و دریاچه‌های دائمی آهسته در غرب ماداگاسکار است. این لاک‌پشت‌ها گونه در بحران انقراض هستند و با بررسی سال ۲۰۱۸ به عنوان در معرض خطرترین لاک‌پشت جهان ارزیابی شده‌اند.
تهدید اصلی برای این گونه این است که آنها به شدت به عنوان غذا مورد بهره‌برداری قرار می‌گیرند.